# Diana Vlasceanu
Diana Elena Vlasceanu (ur. 10 sierpnia 1999) – rumuńska zapaśniczka walcząca w stylu wolnym. 
Jedenasta na mistrzostwach Europy w 2019. Trzecia na ME U-23 w 2019 i 2021 roku.